# 2016 en escalade
Cet article résume les faits marquants de l'année 2016 dans le monde de l'escalade.

## Principales compétitions
- La Coupe du monde d'escalade commence le 15 avril et se termine le 13 novembre, et fera étape dans six nouvelles destinations.
- Le Championnat du monde retrouve un format avec les trois disciplines présentes sur le même lieu, à Paris, du 14 au 18 septembre.
- Le Championnat du monde jeune se tient du 7 au 13 novembre, à Guangzhou.
- Première édition du Championnat du monde universitaire a lieu du 12 au 16 octobre, à Shanghai[1].

## Faits marquants
- Le 3 août 2016, Le CIO intègre l'escalade au programme des Jeux olympiques de 2016 à Tokyo comme sport additionnel[2].